# Leptogium microstictum
Leptogium microstictum är en lavart som beskrevs av Vain. Leptogium microstictum ingår i släktet Leptogium och familjen Collemataceae.   Inga underarter finns listade i Catalogue of Life.